# Donald bagarreur
Série Donald Duck
Pour plus de détails, voir Fiche technique et Distribution.
Donald bagarreur (Donald's Snow Fight) est un dessin animé de la série des Donald Duck produit par Walt Disney pour RKO Radio Pictures sorti le 10 avril 1942.

## Synopsis
Il a neigé et Donald veut en profiter: il a sorti sa luge et dévale les pentes, détruisant au passage le bonhomme de neige de ses neveux. Ceux-ci décident de se venger en le mettant au défi de foncer sur leur nouveau bonhomme de neige, auquel ils ont ajouté un morceau très dur…

## Fiche technique
- Titre original : Donald's Snow Fight
- Autres titres[1] :
  -  Allemagne : Donalds Schneeballschlacht
  -  France : Donald bagarreur
  -  Suède : Kalle Ankas snöbollskrig, Kalles snöbollskrig
- Série : Donald Duck
- Scénario : Carl Barks, Harry Reeves
- Voix : Clarence Nash (Donald et ses neveux)
- Producteur : Walt Disney
- Directeur: Jack King
- Animateur: Lee J. Ames, James Armstrong, Walt Clinton, Jack Hannah, Hal King, Ed Love, Lee Morehouse, Ray Patin, Retta Scott, Don Towsley, Judge Whitaker
- Effets d'animation : Jack Boyd, Andy Engman, Joseph Gayek, Jack Manning, Ed Parks, Reuben Timmins, Don Tobin
- Layout : Bill Herwig
- Distributeur : RKO Radio Pictures
- Date de sortie : 10 avril 1942
- Format d'image : couleur (Technicolor)
- Son : Mono (RCA Photophone)
- Musique : Oliver Wallace
- Durée : 8 min
- Langue : (en)
- Pays :  États-Unis

## Voix françaises
- Sylvain Caruso : Donald Duck et ses neveux